# Partido Comunista de Nepal (Marxista-leninista)
El Partido Comunista de Nepal (Marxista-leninista) (en nepalés: नेपाल कम्युनिस्ट पार्टी (मार्क्सवादी–लेनिनवादी)) fue un partido político clandestino de Nepal. Fue fundado el 26 de diciembre de 1978, por el Comité de Coordinación Revolucionario Comunista de Todo Nepal (marxista-leninista), fundado por grupos involucrados en el movimiento Jhapa. El PCN (ML) publicó Varg-Sangarsh (Lucha de clases) y Mukti Morcha (Frente de liberación).

## Historia

### Comité Coordinador Revolucionario
El Comité de Coordinación Revolucionario Comunista de Todo Nepal (marxista-leninista) fue fundado en 1975 y se inspiró en el movimiento naxalita de la India dirigido por el Partido Comunista de la India (Marxista-leninista). Tenía fuertes vínculos con la facción Vinod Mishra del PCI (ML) que tenía una fuerte presencia en el estado indio de Bihar.
El partido tuvo sus raíces en el Comité del Distrito de Jhapa del Partido Comunista de Nepal (Amatya) y la Organización Revolucionaria de Nepal (Marxista-leninista) con sede en el distrito de Morang y dirigida por Madhav Kumar Nepal. El partido inspirado por los naxalitas llevó a cabo un movimiento antifeudal liderado por campesinos en el distrito de Jhapa. El 30 de agosto de 1977, Mukti Morcha Samuha, dirigido por Madan Kumar Bhandari, se fusionó con el partido. En agosto de 1978, una sección del Comité del Distrito de Dhanusa del Partido Comunista de Nepal (Amatya) se fusionó con el partido seguido por el Comité Organizador Comunista Revolucionario el 11 de septiembre de 1979 y Sandesh Samuha con sede en el distrito de Dang.
La primera convención nacional del partido se llevó a cabo entre el 26 de diciembre de 1978 y el 1 de enero de 1979, donde la ANCRCC (ML) formó el Partido Comunista de Nepal (marxista-leninista). La convención general también eligió a Chandra Prakash Mainali como el primer secretario general del partido del PCN (ML).

### Fusiones
El partido emergió rápidamente como la principal facción comunista del país y varias facciones comunistas más pequeñas se fusionaron con el partido. En julio de 1979, el Partido Comunista Revolucionario Marxista-Leninista con sede en la provincia de Gandaki se fusionó con el partido. Los Comunistas Revolucionarios del Distrito de Arghakhanchi, el Grupo de Estudio Marxista-Leninista y la Organización Comunista Revolucionaria de Nepal se unieron al partido en 1980. El Partido Comunista de Nepal (Centro de Unidad Rebelde) y los Revolucionarios, un grupo disidente de la Organización de Trabajadores y Campesinos de Nepal con sede en el distrito de Parbat, se unieron la fiesta en 1981.
El partido había decidido boicotear el referéndum del sistema gubernamental nepalés de 1980 que ofrecía una elección entre una democracia multipartidista y un sistema panchayat reformado sin partidos. Se mantuvo el sistema panchayat y los líderes del partido lamentaron abiertamente su boicot a pesar de los llamados dentro del partido de Khadga Prasad Oli para participar en el referéndum.
En 1982 se produjo un cambio importante. El partido abandonó la estrategia de la lucha armada y optó por las luchas democráticas de masas. Mainali fue depuesto como secretario general y Jhala Nath Khanal asumió el mando. En 1986, el proceso de reforma del PCN (ML) se aceleró aún más, con el moderado Madan Bhandari elegido secretario general. Barre Sangharsh Samuha y la Organización de Trabajadores y Campesinos de Nepal (DP Singh) también se fusionaron en el partido en 1986.
Luego de la declaración de la democracia multipartidista en el país, el PCN (ML) que había estado funcionando en la clandestinidad comenzó a funcionar como un partido político abierto. Intentó fusionarse con otras facciones de izquierda del país con cierto éxito. En 1990, el partido formó el Frente de Izquierda Unida con otras facciones comunistas del país. El 6 de enero de 1991, antes de las  elecciones generales de ese año, el PCN (ML) se fusionó con el Partido Comunista de Nepal (Marxista) dirigido por Man Mohan Adhikari para formar el Partido Comunista de Nepal (Marxista-Leninista Unificado).

## Ideología
La ideología del partido era la "Revolución de Nueva Democracia" cuyo éxito eventualmente conduciría al país hacia el socialismo y el comunismo. El partido aceptó a Mao Zedong como único líder del movimiento revolucionario. La "Revolución de la Nueva Democracia" se basó en la idea de la revolución agraria mediante el desarraigo del poder de los grandes terratenientes a través de la lucha armada.

## Liderazgo

### Secretarios Generales del CPN (Marxista-Leninista)
- Chandra Prakash Mainali, 1978-1982
- Jhala Nath Khanal, 1982-1986
- Madan Kumar Bhandari, 1986-1991